# مديرية صبر الموادم

تعديل مصدري - تعديل

مديرية صَبِر المَوادِم إحدى مديريات محافظة تعز. بلغ عدد سكانها 119818 نسمة عام 2004.